# Prorettore vicario
Nelle università italiane il prorettore vicario, dove istituito, è il vice del rettore (più precisamente, appunto, il suo vicario), nominato normalmente dal rettore stesso. È l'unico che può sostituire il rettore a tutti gli effetti (temporaneamente, in caso di assenza); si distingue dagli altri prorettori per questo e perché esercita normalmente deleghe (permanenti) di maggiore importanza.